# Jannik Sinner
Jannik Sinner (San Candido, 16 de agosto de 2001) es un tenista profesional italiano. Actualmente ocupa la primera posición en el ranking mundial ATP, siendo el primer italiano en conseguirlo. Es el vigente campeón del Abierto de Australia, del Abierto de Estados Unidos y del Campeonato de Wimbledon. 
Los mayores logros en su carrera profesional han sido el Abierto de Australia de 2024 y 2025, el Abierto de Estados Unidos 2024 y el Campeonato de Wimbledon 2025, sumando cuatro Grand Slams, además fue finalista de Roland Garros 2025, convirtiéndose en el jugador más joven de la era abierta en alcanzar la final en cada uno de los 4 Grand Slams del año, también fue el campeón de las ATP Finals 2024. En los ATP Tour Masters 1000 ha logrado cuatro torneos; Masters de Shanghái 2024, Masters de Cincinnati 2024, Masters de Miami 2024 y Masters de Canadá 2023, y la Copa Davis 2023 y 2024 con su país Italia; asimismo fue finalista de las ATP Finals 2023, y semifinalista de Wimbledon 2023. En Roland Garros 2020 se convirtió en el participante de cuartos de final más joven desde Novak Djokovic en 2006. Adicionalmente, ha ganado otros once títulos ATP (ATP 500: 5, ATP 250: 6), y se convirtió en el jugador más joven (19 años y 3 meses) en ganar un título ATP desde 2008, en el Torneo de Sofía 2020.

## Biografía
Sinner es originario de San Candido, y se crio en Sesto. Su familia es de lengua alemana, de la provincia de Bolzano (Tirol del Sur), en el norte de Italia. Desde niño practicó esquí, fútbol y tenis. Tras ganar un campeonato nacional de esquí a los ocho años, Sinner se enfocó a los trece años exclusivamente en el tenis, y se mudó a la Riviera italiana para prepararse con el veterano entrenador Riccardo Piatti. A pesar del éxito limitado como tenista júnior, Sinner comenzó a jugar en eventos profesionales a los 16 años y se convirtió en uno de los pocos jugadores en ganar múltiples títulos ATP Challenger Tour a los 17 años. Luego ganó el premio ATP a la irrupción del año 2019 después de abrirse paso en el top 100, alcanzando su primera semifinal ATP y ganando las Next Generation ATP Finals 2019 en Milán sobre Álex de Miñaur. Sinner continuó subiendo al top 50 en 2020, con sus primeras 10 victorias en el top 10, unos cuartos de final de Grand Slam y un título ATP inaugural.
Sinner tiene un excelente revés a dos manos y ha liderado el ATP Tour en la cantidad porcentual de tiros con efecto máximo (top spin).
Es un reconocido seguidor del A.C. Milan.
A inicios de 2024 comenzó una relación con la también tenista Anna Kalínskaya que finalizó a inicios de 2025.

## Carrera profesional

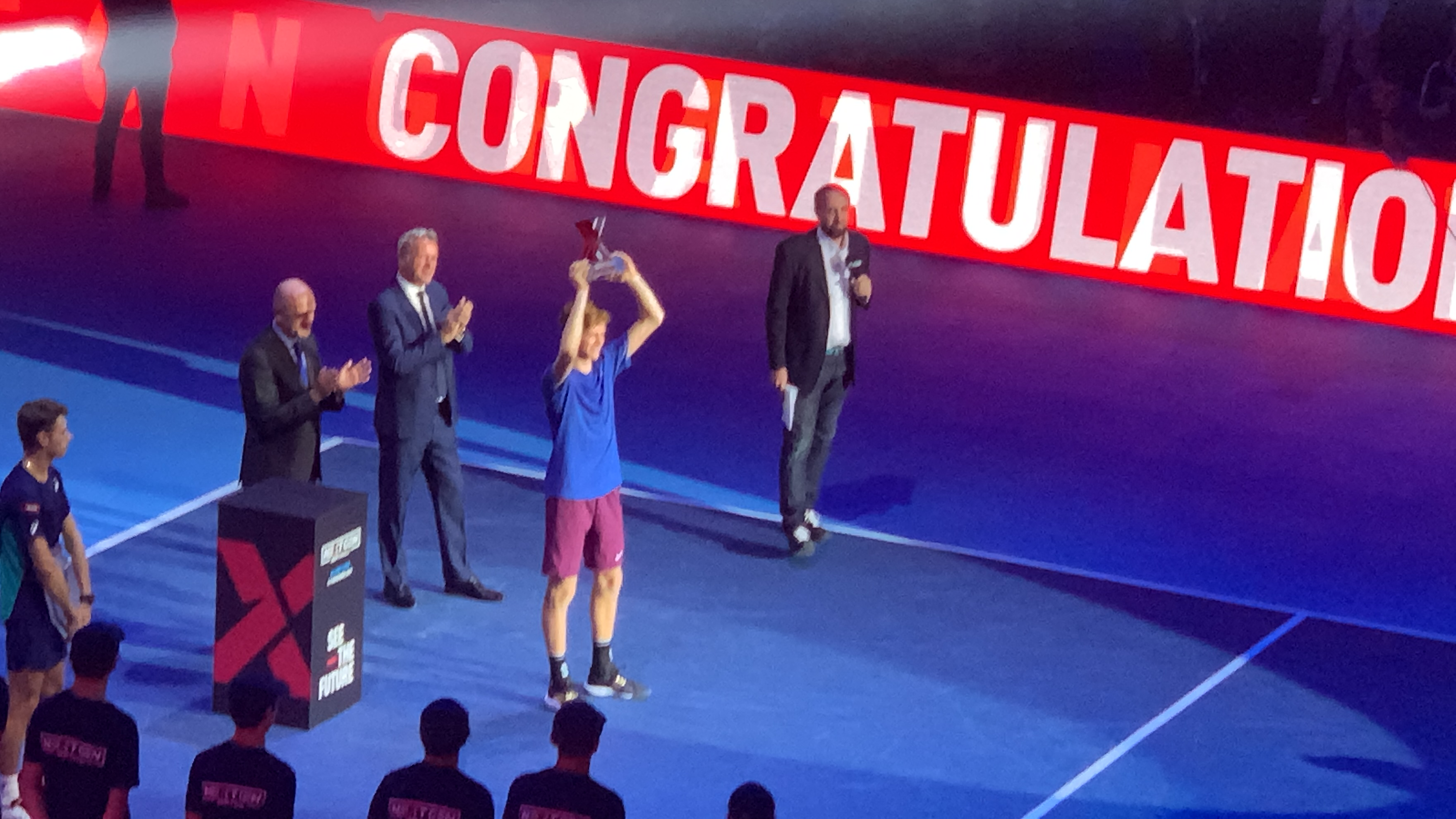
Sinner en 2019.

### 2018-19: Tres títulos Challenger, campeón Next Gen, top 100
La temporada 2018, Jannik jugó en su mayoría torneos Future, aunque comenzó a recibir sus primera invitaciones para disputar eventos del circuito Challenger, y terminó el año con ranking 551.
Ganó su primer título ATP Challenger en Bérgamo en febrero de 2019 con 17 años y 6 meses, convirtiéndose en el primer jugador nacido en el año 2001 en llegar a una final en esta categoría y el italiano más joven en lograr título Challenger. Esto le ayudó a ascender más de 200 puestos en el ranking ATP. Jugó su primer torneo ATP en el Abierto de Hungría donde ingresó como perdedor afortunado, y donde además, consiguió su primera victoria en el circuito. 
Se clasificó por primera vez a un cuadro principal de un Grand Slam, luego de superar la fase de clasificación del Abierto de Estados Unidos, sin embargo, perdió en primera ronda contra el número 24 del mundo, Stan Wawrinka, en un partido a 4 sets. A pesar de esto, tuvo un buen cierre de temporada, convirtiéndose en el jugador más joven en 5 años en alcanzar semifinales de un torneo ATP, al lograrlo en el Abierto de Europa, eliminando en el camino al por entonces 13 del mundo, Gael Monfils, en lo que sería su mejor victoria hasta ese momento. Esta actuación le ayudó a entrar al top 100 por primera vez en su corta carrera.
Clasificó al Next Generation ATP Finals, como Wild Car italiano. Ganó su grupo con victorias sobre Frances Tiafoe y Mikael Ymer, y solo perdió ante Ugo Humbert. Tras derrotar a Miomir Kecmanović en las semifinales, Sinner derrotó al cabeza de serie y número 18 del mundo, Álex de Miñaur, en sets corridos, para ganar el título. Termina el año en el número 78 del mundo, convirtiéndose en el jugador más joven en estar entre los 80 mejores del año desde Rafael Nadal en 2003. También fue nombrado Novato del Año de la ATP.

### 2020: Cuartos de final del Abierto de Francia, primer título ATP, top 40
A principios de año, Sinner llegó a segunda ronda del Abierto de Australia 2020, registrando su primera victoria en el cuadro principal de un Grand Slam contra el wild card local Max Purcell antes de perder contra Márton Fucsovics. Como wild card en el Abierto de Róterdam, consiguió su primera victoria en el Top 10 contra el número 10 del mundo, David Goffin.
Tras el cierre del ATP Tour debido a la pandemia del COVID-19, Sinner tuvo un exitoso reinicio de la temporada. Aunque perdió su partido de primera ronda contra Karén Jachánov en el Abierto de Estados Unidos, le fue mejor en Europa. Alcanzó la tercera ronda en el Masters de Roma, destacando su victoria sobre el número 6, Stefanos Tsitsipas. A continuación, se convirtió en el cuartofinalista más joven del Abierto de Francia desde Novak Djokovic en 2006, y el primero en llegar a los cuartos de final en su debut desde Rafael Nadal en 2005. Durante el torneo, volvió a derrotar a Goffin y al subcampeón del Abierto de Estados Unidos y número 7 del mundo, Alexander Zverev, antes de perder con Nadal.
Después de una semifinal en el Campeonato de Colonia, donde perdió con Zverev, Sinner cerró la temporada ganando el Abierto de Sofía para conseguir su primer título ATP, donde derrota a Vasek Pospisil en la final. Se convirtió en el campeón italiano más joven en la Era Abierta y en el jugador más joven en general en ganar un título ATP desde Kei Nishikori en 2008. Su juego tan hermenéutico le dio la victoria.  Sinner terminó el año en el número 37 del mundo.

### 2021: Segundo título ATP, final de Masters 1000
Sinner trasladó su éxito de finales de 2020 al inicio de la temporada 2021. Ganó otro título ATP en el Torneo ATP de Melbourne I en su primer evento del año, con una ajustada victoria sobre el número 20 Karen Khachanov en las semifinales después de necesitar salvar un punto de partido. Se convirtió en el más joven en ganar títulos ATP consecutivos desde Rafael Nadal en 2005. Su racha de diez victorias llegó a su fin en la primera ronda del Abierto de Australia, donde tuvo un difícil sorteo y perdió un apretado partido a cinco sets contra el n.º 12 Denis Shapovalov.
Sinner tuvo su siguiente gran resultado en el Abierto de Miami, donde alcanzó su primera final de un Masters 1000 de la ATP en apenas su tercer evento de Masters. Durante el torneo, volvió a derrotar a Khachanov y posteriormente al número 12, Roberto Bautista, en la semifinal y cayendo en la final contra la sorpresa del torneo, Hubert Hurckacz, en sets corridos, por 6-7(4) y 4-6. Ganó en su debut del Masters de Montecarlo ante Albert Ramos, pero perdió en segunda ronda con el n.º 1 del mundo Novak Djokovic por 4-6 y 2-6, sin embargo, pese a la temprana derrota, logró su ingreso por primera vez al top 20.

### 2022: 6°título ATP y bajón de nivel
Sinner arranca el año en la Copa ATP representando a Italia. Gana sus partidos de la fase de grupos a Max Purcell por 6-1 y 6-3, a Arthur Rinderknech por 6-3 y 7-6(3), y a Roman Safiullin por 7-6(6) y 6-3, sin embargo, Italia queda tercera de grupo y por ende eliminada.
Disputa el Abierto de Australia como n°10 del mundo. Comienza en primera ronda derrotando a Joao Sousa por 6-4, 7-5 y 6-1. En segunda ronda a Steve Johnson por 6-2, 6-4 y 6-3, en tercera ronda a Taro Daniel por 6-4, 1-6, 6-3 y 6-1 y en cuarta ronda al local, Alex de Miñaur por 7-6(3), 6-3 y 6-4 para alcanzar los cuartos por primera vez en su carrera. Su torneo acaba en esa ronda, siendo derrotado por Stefanos Tsitsipas(4°), por 3-6, 4-6 y 2-6.
En febrero, disputa el Torneo de Dubái. Empieza ganando a Alejandro Davidovich Fokina por 4-6, 7-6(6) y 6-3 salvando múltiples puntos de partido. En segunda ronda, vence al veterano Andy Murray por 7-5 y 6-2, pero cae en cuartos de final frente a Hubert Hurkacz por doble 3-6.
Antes de disputar los M1000 en Estados Unidos, juega la Copa Davis para clasificar a Italia a la fase de grupos en septiembre, frente a Eslovaquia. Vence a Norbert Gombos por 6-4, 4-6 y 6-4 y a Filip Horansky por 7-5 y 6-4 para confirmar la clasificación de Italia.
Comienza en el Masters de Indian Wells como n°10 del mundo. Gana en segunda ronda, frente al serbio, Laslo Djere por doble 6-3 y en tercera ronda a Benjamin Bonzi por 7-6(5), 3-6 y 6-4 pero se retira en la 4°ronda en la que debía enfrentar a Nick Kyrgios por problemas estomacales.
Luego disputa el Masters de Miami. En segunda ronda vence a Emil Ruusuvuori por 6-4, 3-6 y 7-6(6), en tercera ronda a Pablo Carreño Busta por 5-7, 7-5 y 7-5, salvando varios puntos de partido, en cuarta ronda a Nick Kyrgios por 7-6(3) y 6-3, pero en cuartos de final, cuando caía 1-4 frente a Francisco Cerundolo en el primer set, se tiene que retirar debido a una lesión, por lo que pierde puntos debido a que fue finalista el año anterior, cayendo al duodécimo puesto del mundo.
Empieza la gira de arcilla, disputando el Masters de Montecarlo. Comienza desde la primera ronda, derrotando a Borna Coric por 6-3, 2-6 y 6-3, en segunda ronda al finlandés Emil Ruusuvuori por 7-5 y 6-3 y en 3°ronda al ruso Andrey Rublev por 5-7, 6-1 y 6-3, cayendo en cuartos frente al 3° del mundo, Alexander Zverev por 7-5, 3-6 y 6-7(5) en un partidazo por parte de ambos.
Casi un mes después, disputa el Masters de Madrid. Vence en 1°ronda a Tommy Paul por 6-7(4), 7-6(4) y 6-3, y a Alex de Miñaur por 6-4 y 6-1, pero cae en 3°ronda frente a Félix Auger-Aliassime por 1-6 y 2-6. A la siguiente semana, disputa el Masters de Roma siendo local. Gana en 1°ronda a Pedro Martínez por 6-4 y 6-3, en 2°ronda a Fabio Fognini por 6-2, 3-6 y 6-3, en 3°ronda a Filip Krakinovic por 6-2 y 7-6(6), cayendo en cuartos frente al griego, Stefanos Tsitsipas por 6-7(5) y 2-6.

### 2023: Final en Miami, semifinal en Wimbledon, primer título de Masters 1000
Sinner ganó el Torneo de Montpellier 2023, su séptimo título, convirtiéndose en el primer jugador en ganar un título de nivel de gira en la temporada sin perder un solo set y el primero desde su compatriota Lorenzo Musetti, quien ganó el título en Nápoles en octubre de 2022.
En el Torneo de Róterdam 2023, derrotó al cabeza de serie número 1 y al tercer mejor jugador del mundo, Stéfanos Tsitsipás, vengando su derrota en cinco sets en la cuarta ronda del Abierto de Australia 2023, logrando así la victoria más importante de su carrera. Luego, en los cuartos de final, derrotó a Stan Wawrinka. En las semifinales, venció al favorito local Tallon Griekspoor para llegar a la final. Perdió ante el sexto cabeza de serie Daniil Medvédev en la final.
En marzo, participó en el Indian Wells donde llegó a las semifinales. Derrotó a Richard Gasquet, Adrian Mannarino y Stan Wawrinka en sets corridos para avanzar a los cuartos de final, donde se enfrentó al campeón defensor Taylor Fritz y ganó en un partido a tres sets. En la siguiente ronda de las semifinales, perdió en sets corridos ante su rival y el cabeza de serie número 1, Carlos Alcaraz, quien recuperó el puesto número 1 del mundo después del torneo.
En el Abierto de Miami 2023, alcanzó los cuartos de final por tercer año consecutivo, derrotando al cabeza de serie número 21 Grigor Dimitrov y al sexto cabeza de serie Andrey Rubliov. Como resultado, regresó al top 10 en el ranking mundial, ocupando el puesto número 9. Venció a Emil Ruusuvuori para llegar a las semifinales consecutivas. Esta vez derrotó al campeón defensor Carlos Alcaraz para llegar a su segunda final en Miami y su segunda final de Masters en tres años, poniendo fin a las esperanzas de Alcaraz de lograr un Sunshine Double y evitando que regresara al puesto número 1. Perdió en la final ante el cuarto cabeza de serie Daniil Medvédev en sets corridos.
Luego de un paso decente en la temporada de Tierra Batida, en la cual logró semifinales en Montecarlo, y perdió en la segunda ronda del torneo de Roland Garros. En la hierba alcanzó las semifinales en Wimbledon, siendo derrotado por Novak Djokovic en sets corridos. Más tarde ganó su primer Masters 1000, en Canadá, ante Alex de Miñaur por 6-4, 6-1. Llega a los octavos de final del Abierto de Estados Unidos, perdiendo ante Alexander Zverev en 5 sets. Un mes después, gana el torneo de Pekín, dejando en semifinales a Carlos Alcaraz y venciendo a Daniil Medvédev en la final por doble 7-6. En la temporada en pista cubierta gana el torneo de Viena ante Medvédev en una final a 3 sets y termina finalista en Turín ante Novak Djokovic, con un resultado de doble 6-3 en favor del serbio. Termina la temporada siendo el número 4 del ranking mundial.

### 2024: Primer Grand Slam y líder del ranking ATP
El 28 de enero conquistó el primer Grand Slam de su carrera en el Abierto de Australia, venciendo al campeón defensor en semifinales, Novak Djokovic, y remontando dos sets en la final ante Daniil Medvédev para derrotarlo por un 3-6, 3-6, 6-4, 6-4, 6-3.En febrero ganó el ATP 500 drdam ante Alex de Miñaur y en marzo consiguió su tercer título del año en el Master 1000 de Miami, tras vencer en la final a Grigor Dimitrov por 6-3 y 6-1, con lo que alcanzó el 2.º lugar en el ranking ATP.
En el torneo de Roland Garros alcanzó las semifinales tras derrotar de nuevo a Dimitrov en tres sets. Además, la retirada por lesión de Novak Djokovic le permitía convertirse en el n.º 1 del Ranking ATP para el 10 de junio. En su primera semifinal en el torneo de París se encontró con Carlos Alcaraz, que lo derrotó en 5 sets en un partido de 4 horas.
En el torneo 500 de Halle conquista su primer título en Hierba, venciendo a Hubert Hurkacz por 7-6, 7-6. Alcanza los cuartos de final de Wimbledon, en dónde es derrotado por Daniil Medvédev en 5 sets. Al inicio de la temporada de pista dura, no logra defender su título en Canadá, luego de perder en cuartos de final contra Andrey Rublev. Esta derrota lo había dejado más cerca de Djokovic y Alcaraz en el ranking, pero una semana después, tras vencer en 3 sets a Alexander Zverev en semifinales del Master 1000 de Cincinnati, y conquistarlo ante Frances Tiafoe por 7-6 y 6-2, se vuelve a distanciar de ambos.
Dos semanas después, se corona como campeón del Abierto de Estados Unidos, dejando atrás a Medvédev en cuartos de final, y venciendo en la final a Taylor Fritz por 6-3, 6-4 y 7-5. Más tarde, entre septiembre y octubre, durante la gira asiática, no logra defender su título en el Torneo de Pekín, luego de perder en una final de tres sets contra Alcaraz, pero en el Master 1000 de Shanghái, se convierte en campeón, venciendo nuevamente a Medvédev en cuartos de final, y en la final a Novak Djokovic por un resultado de 7-6 y 6-3 a favor. Con este triunfo, se aseguró ser número 1 para fin de año. Para el torneo de Maestros, logra defender sus victorias del Round Robin, venciendo a de Miñaur, Fritz y Medvédev en sets corridos, en semis vence por 6-2, 6-1 a Casper Ruud y, tras vencer por doble 6-4 a Taylor Fritz en la final, se convierte en campeón de las Nitto ATP Finals 2024.

### 2025: Defensa del Abierto de Australia, final en Roma y Roland Garros
El 26 de enero, se consagra como campeón del Abierto de Australia, defendiendo con éxito su título ante Alexander Zverev en sets corridos, a lo largo del torneo, venció a Rune en octavos de final, a de Miñaur en cuartos y a Ben Shelton en semifinales.
Después de la sanción por dopaje, que le dejó inactivo durante tres meses, volvió a jugar en el Master 1000 de Roma, llegando a la final, donde perdió contra Carlos Alcaraz en sets corridos por 7-6, 6-1.

Sin apenas preparación por la sanción, jugó en Roland Garros, donde venció a Djokovic en semifinales y sets corridos, alcanzando su primera final en el torneo, en donde volvió a perder contra Carlos Alcaraz en una final donde no pudo concertar su consagración en tres puntos de campeonato para que el español remontara 2 sets abajo y se llevara el partido con una actuación contundente en el super tie-break del quinto set con un resultado final de 4-6, 6-7, 6-4, 7-6 y 7-6.
Una semana después, en su transición a la temporada de hierba, llega al torneo de Halle a defender su título, sin embargo, tras pasar la primera ronda, pierde sorpresivamente ante Alexander Bublik a 3 sets en la segunda ronda, su rival terminaría ganando el torneo ante Medvédev en la final.
Para antes del inicio del Campeonato de Wimbledon, se separa de sus preparadores físicos Marco Panichi y Ulises Badio, sin dar una razón clara, para el tercer Slam del año, pasa de la cuarta ronda tras la retirada de su rival Grigor Dimitrov, por una lesión en su pectoral derecho en el tercer set, luego de haber ganado los 2 sets anteriores ante el italiano con gran solidez, al inicio del partido, tras una caída, Sinner había empezado a sentir molestias en su codo derecho, por lo que tuvo que usar una manga de compresión en su brazo para las rondas finales, en cuartos de final venció a Ben Shelton, en semifinales a Novak Djokovic por sets corridos, y tras pasar a su primera final en el torneo, se enfrenta nuevamente al vigente campeón, Carlos Alcaraz, y en una final de 4 sets, Sinner se consagraría campeón de Wimbledon con un marcador de 4-6, 6-4, 6-4 y 6-4 ante el español.

### Caso de Dopaje
En agosto de 2024, posterior a la semana en Cincinnati, se dio a conocer información de un caso de dopaje, Sinner había dado positivo por una sustancia llamada Clostebol en dos exámenes antidopaje realizados durante el torneo de Indian Wells, exactamente, en los días 10 y 18 de marzo, aunque la cantidad detectada era bastante baja.
Luego de una larga investigación llevada a cabo por un tribunal independiente de la Agencia Internacional para la Integridad del Tenis (ITIA), y de dos apelaciones por parte del tenista y de su equipo, en las que sostiene que la sustancia por la que dio positivo provenía de un remedio en Spray que su fisioterapeuta estaba aplicando a sí mismo en aquellos días para curar una herida en uno de sus dedos, y que entró a su cuerpo por medio de sesiones de recuperación realizadas durante las mismas fechas, es declarado inocente, considerando la situación como un accidente. El castigo impuesto solo incluye la pérdida de los puntos y el premio monetario obtenidos en Indian Wells.
Denis Shapovalov, Nick Kyrgios, Lucas Pouille y otros jugadores se quejaron que el tribunal fue parcial y habría protegido al tenista italiano por su fama y alto ranking.
En febrero de 2025, la Agencia Mundial Antidopaje (AMA) anunció que habían alcanzado un "acuerdo de resolución del caso" con Sinner. La AMA aceptó la causa y la explicación del resultado positivo, pero afirmó que "un atleta es responsable de la negligencia de su entorno". Se impuso una suspensión de tres meses y Sinner no pudo competir del 9 de febrero al 4 de mayo de 2025. Algunos jugadores reaccionaron criticando el proceso, en particular Novak Djokovic, quien en una rueda de prensa en el Torneo de Doha 2025 expresó que "la mayoría de los jugadores sienten que hay favoritismo", citando las ventajas que tienen los jugadores de alto ranking en un asesoramiento legal rápido.Finalmente, pasado el periodo de suspensión, Sinner regresaría para el Master 1000 de Roma.

## Torneos de Grand Slam

### Individual

#### Ganados (4)
| Año  | Campeonato               | Oponente en la Final | Resultado               |
| ---- | ------------------------ | -------------------- | ----------------------- |
| 2024 | Abierto de Australia     | Daniil Medvédev      | 3-6, 3-6, 6-4, 6-4, 6-3 |
| 2024 | Abierto de EE. UU.       | Taylor Fritz         | 6-3, 6-4, 7-5           |
| 2025 | Abierto de Australia (2) | Alexander Zverev     | 6-3, 7-6(4), 6-3        |
| 2025 | Wimbledon                | Carlos Alcaraz       | 4-6, 6-4, 6-4, 6-4      |

#### Finalista (1)
| Año  | Campeonato    | Oponente en la Final | Resultado                        |
| ---- | ------------- | -------------------- | -------------------------------- |
| 2025 | Roland Garros | Carlos Alcaraz       | 6-4, 7-6(4), 4-6, 6-7(3), 6-7(2) |

## ATP World Tour Finals

#### Títulos (1)
| Año  | Torneo | Superficie | Oponente en la final | Resultado |
| 2024 | Turín  | Dura (i)   | Taylor Fritz         | 6-4, 6-4  |

#### Finalista (1)
| Año  | Torneo | Superficie | Oponente en la final | Resultado |
| 2023 | Turín  | Dura (i)   | Novak Djokovic       | 3-6, 3-6  |

## ATP World Tour Masters 1000

### Individual (4)
| Año  | Torneo     | Superficie | Ind/Outdoor | Oponente en la final | Resultado   |
| ---- | ---------- | ---------- | ----------- | -------------------- | ----------- |
| 2023 | Toronto    | Dura       | Outdoor     | Álex de Miñaur       | 6-4, 6-1    |
| 2024 | Miami      | Dura       | Outdoor     | Grigor Dimitrov      | 6-3, 6-1    |
| 2024 | Cincinnati | Dura       | Outdoor     | Frances Tiafoe       | 7-6(4), 6-2 |
| 2024 | Shanghái   | Dura       | Outdoor     | Novak Djokovic       | 7-6(4), 6-3 |

#### Finalista (4)
| Año  | Torneo     | Superficie    | Ind/Outdoor | Oponente en la final | Resultado   |
| ---- | ---------- | ------------- | ----------- | -------------------- | ----------- |
| 2021 | Miami      | Dura          | Outdoor     | Hubert Hurkacz       | 6-7(4), 4-6 |
| 2023 | Miami      | Dura          | Outdoor     | Daniil Medvédev      | 5-7, 3-6    |
| 2025 | Roma       | Tierra batida | Outdoor     | Carlos Alcaraz       | 6-7(5), 1-6 |
| 2025 | Cincinnati | Dura          | Outdoor     | Carlos Alcaraz       | 0-5, ret.   |

## Títulos ATP (21; 20+1)

### Individual (20)
| Leyenda              |
| -------------------- |
| Grand Slam (4)       |
| ATP Finals (1)       |
| ATP Masters 1000 (4) |
| ATP 500 (5)          |
| ATP 250 (6)          |

| N.º | Fecha                   | Torneo                   | Superficie    | Oponente en la final | Resultado               |
| --- | ----------------------- | ------------------------ | ------------- | -------------------- | ----------------------- |
| 1.  | 14 de noviembre de 2020 | Sofía                    | Dura (i)      | Vasek Pospisil       | 6-4, 3-6, 7-6(3)        |
| 2.  | 7 de febrero de 2021    | Melbourne I              | Dura          | Stefano Travaglia    | 7-6(4), 6-4             |
| 3.  | 8 de agosto de 2021     | Washington               | Dura          | Mackenzie McDonald   | 7-5, 4-6, 7-5           |
| 4.  | 3 de octubre de 2021    | Sofía (2)                | Dura (i)      | Gaël Monfils         | 6-3, 6-4                |
| 5.  | 24 de octubre de 2021   | Amberes                  | Dura (i)      | Diego Schwartzman    | 6-2, 6-2                |
| 6.  | 31 de julio de 2022     | Umag                     | Tierra batida | Carlos Alcaraz       | 6-7(5), 6-1, 6-1        |
| 7.  | 12 de febrero de 2023   | Montpellier              | Dura (i)      | Maxime Cressy        | 7-6(3), 6-3             |
| 8.  | 13 de agosto de 2023    | Toronto                  | Dura          | Álex de Miñaur       | 6-4, 6-1                |
| 9.  | 4 de octubre de 2023    | Pekín                    | Dura          | Daniil Medvédev      | 7-6(2), 7-6(2)          |
| 10. | 29 de octubre de 2023   | Viena                    | Dura (i)      | Daniil Medvédev      | 7-6(7), 4-6, 6-3        |
| 11. | 28 de enero de 2024     | Abierto de Australia     | Dura          | Daniil Medvédev      | 3-6, 3-6, 6-4, 6-4, 6-3 |
| 12. | 18 de febrero de 2024   | Róterdam                 | Dura (i)      | Álex de Miñaur       | 7-5, 6-4                |
| 13. | 31 de marzo de 2024     | Miami                    | Dura          | Grigor Dimitrov      | 6-3, 6-1                |
| 14. | 23 de junio de 2024     | Halle                    | Hierba        | Hubert Hurkacz       | 7-6(8), 7-6(2)          |
| 15. | 19 de agosto de 2024    | Cincinnati               | Dura          | Frances Tiafoe       | 7-6(4), 6-2             |
| 16. | 8 de septiembre de 2024 | Abierto de EE.UU.        | Dura          | Taylor Fritz         | 6-3, 6-4, 7-5           |
| 17. | 13 de octubre de 2024   | Shanghái                 | Dura          | Novak Djokovic       | 7-6(4), 6-3             |
| 18. | 17 de noviembre de 2024 | ATP Finals               | Dura (i)      | Taylor Fritz         | 6-4, 6-4                |
| 19. | 26 de enero de 2025     | Abierto de Australia (2) | Dura          | Alexander Zverev     | 6-3, 7-6(4), 6-3        |
| 20. | 13 de julio de 2025     | Wimbledon                | Hierba        | Carlos Alcaraz       | 4-6, 6-4, 6-4, 6-4      |

#### Finalista (8)
| N.º | Fecha                   | Torneo        | Superficie    | Oponente en la final | Resultado                        |
| --- | ----------------------- | ------------- | ------------- | -------------------- | -------------------------------- |
| 1.  | 4 de abril de 2021      | Miami         | Dura          | Hubert Hurkacz       | 6-7(4), 4-6                      |
| 2.  | 19 de febrero de 2023   | Róterdam      | Dura (i)      | Daniil Medvédev      | 7-5, 2-6, 2-6                    |
| 3.  | 2 de abril de 2023      | Miami         | Dura          | Daniil Medvédev      | 5-7, 3-6                         |
| 4.  | 19 de noviembre de 2023 | ATP Finals    | Dura (i)      | Novak Djokovic       | 3-6, 3-6                         |
| 5.  | 2 de octubre de 2024    | Pekín         | Dura          | Carlos Alcaraz       | 7-6(6), 4-6, 6-7(3)              |
| 6.  | 18 de mayo de 2025      | Roma          | Tierra batida | Carlos Alcaraz       | 6-7(5), 1-6                      |
| 7.  | 8 de junio de 2025      | Roland Garros | Tierra batida | Carlos Alcaraz       | 6-4, 7-6(4), 4-6, 6-7(3), 6-7(2) |
| 8.  | 18 de agosto de 2025    | Cincinnati    | Dura          | Carlos Alcaraz       | 0-5, ret.                        |

### Dobles (1)
| Leyenda              |
| -------------------- |
| Grand Slam (0)       |
| ATP Finals (0)       |
| ATP Masters 1000 (0) |
| ATP 500 (0)          |
| ATP 250 (1)          |

| N.º | Fecha               | Torneo  | Superficie | Pareja        | Oponentes en la final         | Resultado           |
| --- | ------------------- | ------- | ---------- | ------------- | ----------------------------- | ------------------- |
| 1.  | 1 de agosto de 2021 | Atlanta | Dura       | Reilly Opelka | Steve Johnson Jordan Thompson | 6-4, 6-7(6), [10-3] |

## Next Gen ATP Finals

### Títulos (1)
| N.º | Fecha                  | Torneo              | Superficie | Oponente en la final | Resultado     |
| --- | ---------------------- | ------------------- | ---------- | -------------------- | ------------- |
| 1.  | 9 de noviembre de 2019 | Next Gen ATP Finals | Dura (i)   | Álex de Miñaur       | 4-2, 4-1, 4-2 |

## Clasificación histórica
| Torneo                  | 2019  | 2020         | 2021         | 2022         | 2023         | 2024         | 2025         | T/P         | G-P         |  |
| Torneos de Grand Slam   |       |              |              |              |              |              |              |             |             |  |
| Australian Open         | A     | 2R           | 1R           | CF           | 4R           | G            | G            | 2 / 6       | 22-4        |  |
| Roland Garros           | A     | CF           | 4R           | 4R           | 2R           | SF           | F            | 0 / 6       | 22-6        |  |
| Wimbledon               | Q1    | ND           | 1R           | CF           | SF           | CF           | G            | 1 / 5       | 20-4        |  |
| US Open                 | 1R    | 1R           | 4R           | CF           | 4R           | G            |              | 1 / 6       | 17-5        |  |
| Títulos                 | 0     | 0            | 0            | 0            | 0            | 2            | 2            | 4 / 23      | 81-19       |  |
| Ganados-Perdidos        | 0-1   | 5-3          | 6-4          | 15-4         | 12-4         | 23-2         | 20-1         | 4 / 23      | 81-19       |  |
| Torneos de final de año |       |              |              |              |              |              |              |             |             |  |
| ATP Finals              | NSC   | NSC          | RR           | NSC          | F            | G            |              | 1 / 3       | 10-2        |  |
| Next Gen ATP Finals     | G     | ND           | A            | A            | < 21         | < 20         | < 20         | 1 / 1       | 4-1         |  |
| Títulos                 | 1     | 0            | 0            | 0            | 0            | 1            |              | 1 / 3       | 14-3        |  |
| Ganados-Perdidos        | 4-1   | 0-0          | 1-1          | 0-0          | 4-1          | 5-0          |              | 1 / 3       | 14-3        |  |
| ATP Tour Masters 1000   |       |              |              |              |              |              |              |             |             |  |
| Indian Wells            | A     | ND           | 4R           | 4R           | SF           | SF           | A            | 0 / 4       | 11-3        |  |
| Miami                   | A     | ND           | F            | CF           | F            | G            | A            | 1 / 4       | 19-3        |  |
| Montecarlo              | A     | ND           | 2R           | CF           | SF           | SF           | A            | 0 / 4       | 10-4        |  |
| Madrid                  | A     | ND           | 2R           | 3R           | A            | CF           | A            | 0 / 3       | 6-2         |  |
| Roma                    | 2R    | 3R           | 2R           | CF           | 4R           | A            | F            | 0 / 6       | 14-6        |  |
| Canadá                  | A     | ND           | 2R           | 3R           | G            | CF           | A            | 1 / 4       | 7-3         |  |
| Cincinnati              | A     | Q1           | 2R           | 3R           | 2R           | G            | F            | 1 / 5       | 12-4        |  |
| Shanghái                | A     | No disputado | No disputado | No disputado | 4R           | G            |              | 1 / 2       | 8-1         |  |
| París                   | A     | A            | 2R           | 1R           | 3R           | A            |              | 0 / 3       | 1-2         |  |
| Títulos                 | 0     | 0            | 0            | 0            | 1            | 3            | 0            | 4 / 35      | 88-28       |  |
| Ganados-Perdidos        | 1-1   | 2-1          | 10-8         | 16-7         | 21-6         | 28-3         | 10-2         | 4 / 35      | 88-28       |  |
| Torneos ATP 500         |       |              |              |              |              |              |              |             |             |  |
| Róterdam                | A     | CF           | A            | A            | F            | G            | A            | 1 / 3       | 10-2        |  |
| Dubái                   | A     | A            | CF           | CF           | A            | A            | A            | 0 / 2       | 4-2         |  |
| Barcelona               | A     | ND           | SF           | A            | CF           | A            | A            | 0 / 2       | 5-1         |  |
| Halle                   | Q1    | ND           | A            | A            | CF           | G            | 2R           | 1 / 3       | 8-2         |  |
| Londres                 | A     | ND           | 1R           | A            | A            | A            | A            | 0 / 1       | 0-1         |  |
| Washington              | A     | ND           | G            | A            | A            | A            | A            | 1 / 1       | 5-0         |  |
| Pekín                   | A     | No disputado | No disputado | No disputado | G            | F            |              | 1 / 2       | 9-1         |  |
| Viena                   | 2R    | 2R           | SF           | CF           | G            | A            |              | 1 / 5       | 12-4        |  |
| Títulos                 | 0     | 0            | 1            | 0            | 2            | 2            | 0            | 5 / 19      | 53-13       |  |
| Ganados-Perdidos        | 1-1   | 2-2          | 13-4         | 4-2          | 18-2         | 14-1         | 1-1          | 5 / 19      | 53-13       |  |
| Torneos ATP 250         |       |              |              |              |              |              |              |             |             |  |
| Adelaida I              | ND    | A            | ND           | A            | CF           | A            | A            | 0 / 1       | 2-1         |  |
| Auckland                | A     | 1R           | ND           | ND           | A            | A            | A            | 0 / 1       | 0-1         |  |
| Melbourne I             | TI    | TI           | G            | No disputado | No disputado | No disputado | No disputado | 1 / 1       | 5-0         |  |
| Montpellier             | A     | 1R           | 1R           | A            | G            | A            | A            | 1 / 3       | 3-2         |  |
| Marsella                | A     | 2R           | CF           | A            | 2R           | A            | A            | 0 / 2       | 3-2         |  |
| Lyon                    | 1R    | ND           | 2R           | A            | A            | A            | ND           | 0 / 2       | 1-2         |  |
| Budapest                | 2R    | No disputado | No disputado | No disputado | No disputado | No disputado | No disputado | 0 / 1       | 1-1         |  |
| Bolduque                | 1R    | ND           | ND           | A            | CF           | A            | A            | 0 / 2       | 1-2         |  |
| Eastbourne              | A     | ND           | A            | 2R           | A            | A            | A            | 0 / 1       | 0-1         |  |
| Umag                    | 2R    | ND           | A            | G            | A            | A            | A            | 1 / 2       | 5-1         |  |
| Atlanta                 | A     | ND           | 2R           | A            | A            | A            | A            | 0 / 1       | 0-1         |  |
| Kitzbuhel               | A     | 2R           | A            | A            | A            | A            | A            | 0 / 1       | 1-1         |  |
| Colonia II              | ND    | SF           | No disputado | No disputado | No disputado | No disputado | No disputado | 0 / 1       | 3-1         |  |
| Sofía                   | A     | G            | G            | SF           | A            | ND           | ND           | 2 / 3       | 11-1        |  |
| San Petersburgo         | 1R    | 500          | A            | No disputado | No disputado | No disputado | No disputado | 0 / 1       | 0-1         |  |
| Amberes                 | SF    | A            | G            | A            | A            | A            |              | 1 / 2       | 7-1         |  |
| Estocolmo               | A     | ND           | 2R           | A            | A            | A            |              | 0 / 1       | 0-1         |  |
| Títulos                 | 0     | 1            | 3            | 1            | 1            | 0            |              | 6 / 26      | 43-20       |  |
| Ganados-Perdidos        | 5-6   | 10-5         | 16-5         | 6-2          | 6-2          | 0-0          |              | 6 / 26      | 43-20       |  |
| Representación Nacional |       |              |              |              |              |              |              |             |             |  |
| Juegos Olímpicos        | ND    | ND           | A            | ND           | ND           | A            | ND           | 0 / 0       | 0-0         |  |
| Copa Davis              | A     | A            | CF           | SF           | G            | G            |              | 2 / 4       | 12-1        |  |
| Copa ATP                | ND    | A            | A            | RR           | ND           | ND           | ND           | 0 / 1       | 3-0         |  |
| Ganados-Perdidos        | 0-0   | 0-0          | 3-0          | 6-1          | 3-0          | 3-0          |              | 0 / 0       | 15-1        |  |
| Estadísticas            |       |              |              |              |              |              |              |             |             |  |
|                         | 2019  | 2020         | 2021         | 2022         | 2023         | 2024         | 2025         | Totales     | Totales     |  |
| Torneos ATP jugados     | 9     | 12           | 26           | 17           | 21           | 15           | 6            | 106         | 106         |  |
| Finales ATP disputadas  | 0     | 1            | 5            | 1            | 7            | 9            | 5            | 28          | 28          |  |
| Torneos ATP ganados     | 0     | 1            | 4            | 1            | 4            | 8            | 2            | 20          | 20          |  |
| Dura G-P                | 8-5   | 12-8         | 39-14        | 28-10        | 48-9         | 53-3         | 12-1         | 17 / 67     | 200-50      |  |
| Tierra batida G-P       | 3-4   | 7-3          | 10-6         | 15-4         | 8-3          | 11-2         | 11-2         | 1 / 27      | 65-24       |  |
| Hierba G-P              | 0-1   | 0-0          | 0-2          | 4-2          | 8-3          | 9-1          | 8-1          | 2 / 12      | 29-10       |  |
| Ganados-Perdidos        | 11-10 | 19-11        | 49-22        | 47-16        | 64-15        | 73-6         | 31-4         | 20 / 105    | 294-84      |  |
| Victorias (%)           | 52%   | 63%          | 69%          | 75%          | 81%          | 92%          |              | 77%         | 77%         |  |
| Ranking                 | 78    | 37           | 10           | 15           | 4            | 1            |              | $39,389,088 | $39,389,088 |  |

Leyenda
| G | F | SF | CF | #R | RR | C# | P# | NSC | NE | A | Z# | PO | O | P | B | ATP# | TI | TD | ND |

## Challengers y Futures

### Individuales
| Leyenda (Individuales) |
| ---------------------- |
| Challengers (3)        |
| Futures (2)            |

### Ganados (5)
| N.º | Fecha      | Torneo                  | Superficie    | Oponente          | Resultado     |
| --- | ---------- | ----------------------- | ------------- | ----------------- | ------------- |
| 1.  | 24.02.2019 | Challenger de Bérgamo   | Dura (i)      | Roberto Marcora   | 6-3, 6-1      |
| 2.  | 03.03.2019 | M25 Trento              | Dura (i)      | Jeremy Jahn       | 6-3, 6-4      |
| 3.  | 31.03.2019 | M25 Santa Margherita    | Tierra batida | Andrea Pellegrino | 6-1, 6-1      |
| 4.  | 04.08.2019 | Challenger de Lexington | Dura          | Alex Bolt         | 6-4, 3-6, 6-4 |
| 5.  | 17.11.2019 | Challenger de Ortisei   | Dura (i)      | Sebastian Ofner   | 6-2, 6-4      |

### Finalista (1)
| N.º | Fecha      | Torneo                | Superficie    | Oponente        | Resultado |
| --- | ---------- | --------------------- | ------------- | --------------- | --------- |
| 1.  | 05.05.2019 | Challenger de Ostrava | Tierra batida | Kamil Majchrzak | 1-6, 0-6  |

## Copa Davis

### Ganados (2)
| Copa Davis 2023 | Jannik Sinner Lorenzo Musetti Matteo Arnaldi Lorenzo Sonego Simone Bolelli      | RR: 3-0 RR: 3-0 RR: 2-1 CF: 2-1 SF: 2-1 FN: 0-2 |
| Copa Davis 2024 | Jannik Sinner Lorenzo Musetti Matteo Berrettini Simone Bolelli Andrea Vavassori | RR: 2-1 RR: 2-1 RR: 2-1 CF: 2-1 SF: 2-0 FN: 2-0 |

## Victorias sobre Top 10
| Año       | 2018 | 2019 | 2020 | 2021 | 2022 | 2023 | 2024 | 2025 | Total |
| --------- | ---- | ---- | ---- | ---- | ---- | ---- | ---- | ---- | ----- |
| Victorias | 0    | 0    | 3    | 3    | 3    | 13   | 18   | 7    | 47    |

| #    | Jugador            | Ranking | Torneo                                                | Superficie    | Rd   | Resultado               | Ranking |
| 2020 | 2020               | 2020    | 2020                                                  | 2020          | 2020 | 2020                    | 2020    |
| ---- | ------------------ | ------- | ----------------------------------------------------- | ------------- | ---- | ----------------------- | ------- |
| 1.   | David Goffin       | 10      | Torneo de Róterdam, Róterdam, Países Bajos            | Dura (i)      | 2R   | 7–69–7, 7–5             | 79      |
| 2.   | Stefanos Tsitsipas | 6       | Masters de Roma, Roma, Italia                         | Tierra batida | 2R   | 6–1, 6–79–11, 6–2       | 81      |
| 3.   | Alexander Zverev   | 7       | Roland Garros, París, Francia                         | Tierra batida | 4R   | 6–3, 6–3, 4–6, 6–3      | 75      |
| 2021 |                    |         |                                                       |               |      |                         |         |
| 4.   | Andrey Rublev      | 8       | Conde de Godó, Barcelona, España                      | Tierra batida | CF   | 6–2, 7–68–6             | 19      |
| 5.   | Casper Ruud        | 8       | Torneo de Viena, Viena, Austria                       | Dura (i)      | CF   | 7-5, 6-1                | 11      |
| 6.   | Hubert Hurkacz     | 9       | ATP Finals, Turín, Italia                             | Dura (i)      | RR   | 6-2, 6-2                | 11      |
| 2022 |                    |         |                                                       |               |      |                         |         |
| 7.   | Andrey Rublev      | 8       | Masters de Montecarlo, Montecarlo, Mónaco             | Tierra batida | CF   | 5-7, 6-1, 6-3           | 12      |
| 8.   | Carlos Alcaraz     | 7       | Wimbledon, Londres, Reino Unido                       | Hierba        | 4R   | 6-1, 6-4, 6-76-8, 6-3   | 13      |
| 9.   | Carlos Alcaraz     | 5       | Torneo de Umag, Umag, Croacia                         | Tierra batida | F    | 6-75-7, 6-1, 6-1        | 10      |
| 2023 |                    |         |                                                       |               |      |                         |         |
| 10.  | Stefanos Tsitsipas | 3       | Torneo de Róterdam, Róterdam, Países Bajos            | Dura (i)      | 2R   | 6-3, 6-4                | 14      |
| 11.  | Taylor Fritz       | 5       | Masters de Indian Wells, Indian Wells, Estados Unidos | Dura          | CF   | 6-4, 4-6, 6-4           | 13      |
| 12.  | Andrey Rublev      | 7       | Masters de Miami, Miami, Estados Unidos               | Dura          | 4R   | 6-2, 6-4                | 11      |
| 13.  | Carlos Alcaraz     | 1       | Masters de Miami, Miami, Estados Unidos               | Dura          | SF   | 6-74-7, 6-4, 6-2        | 11      |
| 14.  | Carlos Alcaraz     | 2       | Torneo de Pekín, Pekín, China                         | Dura          | SF   | 7-67-4, 6-1             | 7       |
| 15.  | Daniil Medvédev    | 3       | Torneo de Pekín, Pekín, China                         | Dura          | F    | 7-67-2, 7-67-2          | 7       |
| 16.  | Andrey Rublev      | 5       | Torneo de Viena, Viena, Austria                       | Dura (i)      | SF   | 7-5, 7-67-5             | 4       |
| 17.  | Daniil Medvédev    | 3       | Torneo de Viena, Viena, Austria                       | Dura (i)      | F    | 7-69-7, 4-6, 6-3        | 4       |
| 18.  | Stefanos Tsitsipas | 6       | ATP Finals, Turín, Italia                             | Dura (i)      | RR   | 6-4, 6-4                | 4       |
| 19.  | Novak Djokovic     | 1       | ATP Finals, Turín, Italia                             | Dura (i)      | RR   | 7–5, 6–75–7, 7–67–2     | 4       |
| 20.  | Holger Rune        | 8       | ATP Finals, Turín, Italia                             | Dura (i)      | RR   | 6-2, 5-7, 6-4           | 4       |
| 21.  | Daniil Medvédev    | 3       | ATP Finals, Turín, Italia                             | Dura (i)      | SF   | 6-3, 6-74-7, 6-1        | 4       |
| 22.  | Novak Djokovic     | 1       | Copa Davis, Málaga, España                            | Dura (i)      | SF   | 6-2, 2-6, 7-5           | 4       |
| 2024 |                    |         |                                                       |               |      |                         |         |
| 23.  | Andrey Rublev      | 5       | Abierto de Australia, Melbourne, Australia            | Dura          | CF   | 6-4, 7-67-5, 6-3        | 4       |
| 24.  | Novak Djokovic     | 1       | Abierto de Australia, Melbourne, Australia            | Dura          | SF   | 6-1, 6-2, 6-76-8, 6-3   | 4       |
| 25.  | Daniil Medvédev    | 3       | Abierto de Australia, Melbourne, Australia            | Dura          | F    | 3-6, 3-6, 6-4, 6-4, 6-3 | 4       |
| 26.  | Daniil Medvédev    | 4       | Masters de Miami, Miami, Estados Unidos               | Dura          | SF   | 6-1, 6-2                | 3       |
| 27.  | Holger Rune        | 7       | Masters de Montecarlo, Montecarlo, Mónaco             | Tierra batida | CF   | 6-4, 6-76-8, 6-3        | 2       |
| 28.  | Grigor Dimitrov    | 10      | Roland Garros, París, Francia                         | Tierra batida | CF   | 6-2, 6-4, 7-67-3        | 2       |
| 29.  | Hubert Hurkacz     | 8       | Torneo de Halle, Halle, Alemania                      | Hierba        | F    | 7-610-8, 7-67-2         | 1       |
| 30.  | Andrey Rublev      | 6       | Masters de Cincinnati, Mason, Estados Unidos          | Dura          | CF   | 4-6, 7-5, 6-4           | 1       |
| 31.  | Alexander Zverev   | 4       | Masters de Cincinnati, Mason, Estados Unidos          | Dura          | SF   | 7-611-9, 5-7, 7-67-4    | 1       |
| 32.  | Daniil Medvédev    | 5       | Abierto de Estados Unidos, Nueva York, Estados Unidos | Dura          | CF   | 6-2, 1-6, 6-1, 6-4      | 1       |
| 33.  | Daniil Medvédev    | 5       | Masters de Shanghái, Shanghái, China                  | Dura          | CF   | 6-1, 6-4                | 1       |
| 34.  | Novak Djokovic     | 4       | Masters de Shanghái, Shanghái, China                  | Dura          | F    | 7-67-4, 6-3             | 1       |
| 35.  | Álex de Miñaur     | 9       | ATP Finals, Turín, Italia                             | Dura (i)      | RR   | 6-3, 6-4                | 1       |
| 36.  | Taylor Fritz       | 5       | ATP Finals, Turín, Italia                             | Dura (i)      | RR   | 6-4, 6-4                | 1       |
| 37.  | Daniil Medvédev    | 4       | ATP Finals, Turín, Italia                             | Dura (i)      | RR   | 6-3, 6-4                | 1       |
| 38.  | Casper Ruud        | 7       | ATP Finals, Turín, Italia                             | Dura (i)      | SF   | 6-1, 6-2                | 1       |
| 39.  | Taylor Fritz       | 5       | ATP Finals, Turín, Italia                             | Dura (i)      | F    | 6-4, 6-4                | 1       |
| 40.  | Álex de Miñaur     | 9       | Copa Davis, Málaga, España                            | Dura (i)      | SF   | 6-3, 6-4                | 1       |
| 2025 |                    |         |                                                       |               |      |                         |         |
| 41.  | Álex de Miñaur     | 8       | Abierto de Australia, Melbourne, Australia            | Dura          | CF   | 6-3, 6-2, 6-1           | 1       |
| 42.  | Alexander Zverev   | 2       | Abierto de Australia, Melbourne, Australia            | Dura          | F    | 6-3, 7-67-4, 6-3        | 1       |
| 43.  | Casper Ruud        | 7       | Masters de Roma, Roma, Italia                         | Tierra batida | CF   | 6-0, 6-1                | 1       |
| 44.  | Novak Djokovic     | 6       | Roland Garros, París, Francia                         | Tierra batida | SF   | 6-4, 7-5, 7-67-3        | 1       |
| 45.  | Ben Shelton        | 10      | Wimbledon, Londres, Reino Unido                       | Hierba        | CF   | 7-67-2, 6-4, 6-4        | 1       |
| 46.  | Novak Djokovic     | 6       | Wimbledon, Londres, Reino Unido                       | Hierba        | SF   | 6-3, 6-3, 6-4           | 1       |
| 47.  | Carlos Alcaraz     | 2       | Wimbledon, Londres, Reino Unido                       | Hierba        | F    | 4-6, 6-4, 6-4, 6-4      | 1       |